# Benjamin Osgood Peirce
Benjamin Osgood Peirce   (Beverly, 11 de febrer de 1854 - Cambridge, 14 de gener de 1914) va ser un matemàtic i físic estatunidenc, professor de la Universitat Harvard.

## Vida i Obra
Graduat a la Universitat Harvard el 1876, va obtenir una beca per estudiar a Europa i va anar a la universitat de Leipzig per estudiar física amb Gustav Wiedemann. El 1879 va obtenir el doctorat en aquesta universitat. El 1880 va retornar als Estats Units i durant un curs va ser professor de la Boston Latin School. El curs següent va ser nomenat professor de matemàtiques de Harvard. A partir de 1888 va ser catedràtic de matemàtiques i física de la universitat.
B.O. Peirce va ser un actiu investigador, sobre tot en electricitat i magnetisme, que va mantenir ben coordinades les àrees de matemàtiques i física de la universitat durant molts anys. També va publicar alguns llibres de text de matemàtiques y una taula de logaritmes que es va fer servir durant molts anys.